# Roussillon (Vaucluse)
Roussillon – miejscowość i gmina we Francji, w regionie Prowansja-Alpy-Lazurowe Wybrzeże, w departamencie Vaucluse.
Według danych na rok 1990 gminę zamieszkiwało 1165 osób, a gęstość zaludnienia wynosiła 39 osób/km² (wśród 963 gmin regionu Prowansja-Alpy-W. Lazurowe Roussillon plasuje się na 353. miejscu pod względem liczby ludności, natomiast pod względem powierzchni na miejscu 338.).
W Roussilon znajdują się złoża ochry – dawniej eksploatowane od wieków, a obecnie udostępnione do zwiedzania.
W czasie drugiej wojny światowej w tej miejscowości przebywał Samuel Beckett – zachował się dom, w którym mieszkał.

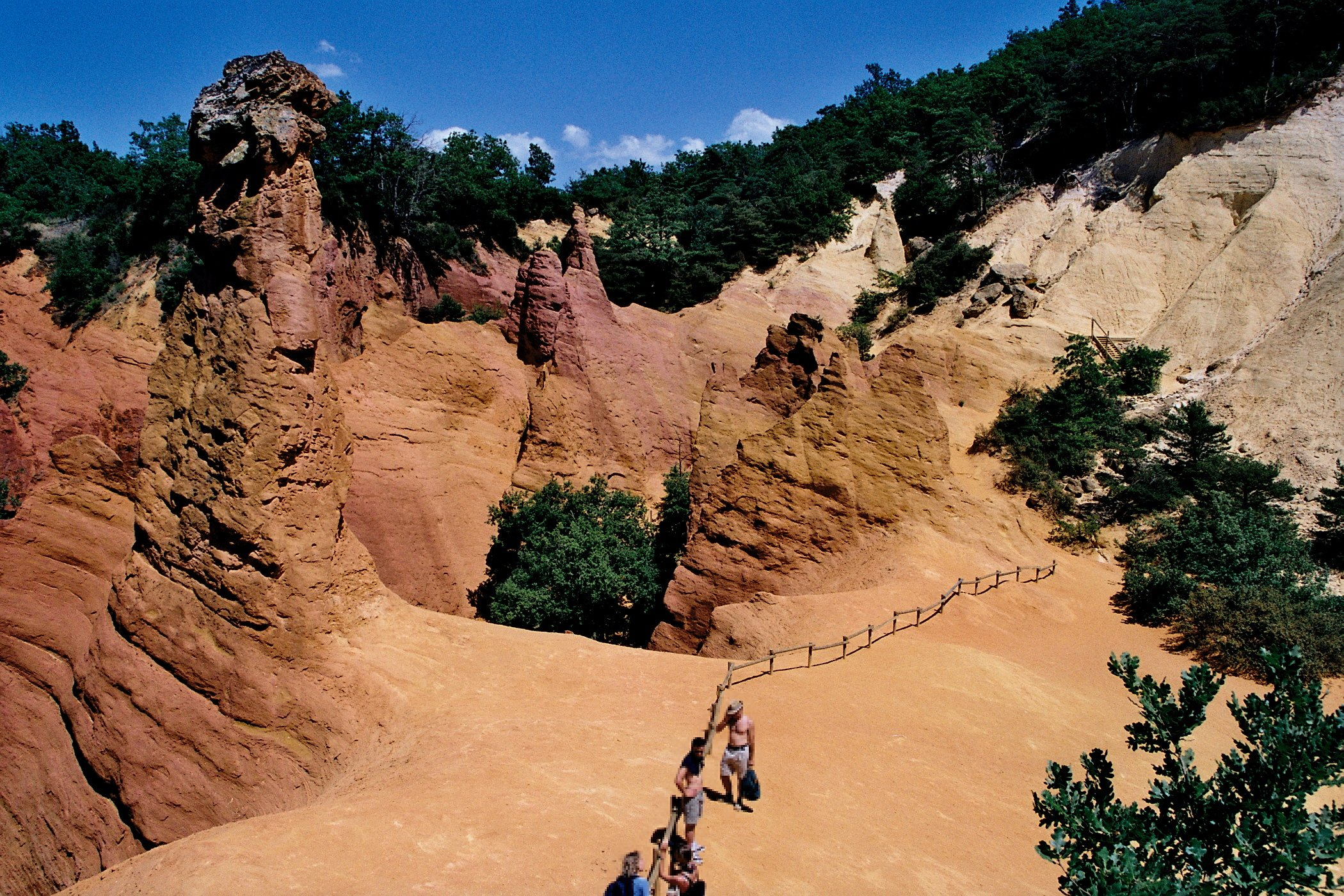
Dawne odkrywki ochry